# Mahishwadgi, Athni
Mahishwadgi là một làng thuộc tehsil Athni, huyện Belgaum, bang Karnataka, Ấn Độ.